# Ichneumon criticus
Ichneumon criticus là một loài tò vò trong họ Ichneumonidae.